# Park Hye-su
Park Hye-su (박혜수?, 朴惠秀?, Bak HyesuLR; Seul, 24 novembre 1994) è un'attrice sudcoreana.
Ha raggiunto la notorietà grazie al ruolo di Yoo Eun-jae nella prima stagione della serie corale Hello, My Twenties!, per la quale ha ricevuto il riconoscimento di Astro nascente agli Asia Artist Award nel 2016. Successivamente ha recitato da protagonista in Naeseongjeog-in boss e Dear.M.

## Filmografia

### Cinema
- Dangsin, geogi iss-eojullae-yo (당신, 거기 있어줄래요?), regia di Hong Ji-young (2016)
- Swing Kids (스윙키즈?), regia di Kang Hyeong-cheol (2018)
- Samjin group yeong-eoto-ikban (삼진그룹 영어토익반?), regia di Lee Jong-pil (2020)
- Neo-wa na (너와 나?), regia di Jo Hyeon-cheol (2023)

### Televisione
- Yong-par-i (용팔이?) – serie TV (2015)
- Hello, My Twenties! (청춘시대?) – serie TV (2016)
- Saimdang, bich-ui ilgi (사임당, 빛의 일기?) – serie TV (2017)
- Naeseongjeog-in boss (내성적인 보스?) – serie TV (2017)
- Dear.M (디어엠?) – serie TV (2022)